# Aaron Hunt
Aaron Hunt (ur. 4 września 1986 w Goslarze) – niemiecki piłkarz grający na pozycji napastnika.

## Kariera klubowa
Hunt jest wychowankiem małego klubu VfL Oker. Mając 13 lat przeniósł się do klubu z rodzinnego miasta o nazwie GSC Goslar, a w 2001 roku do juniorów Werderu Brema. Mając 17 lat awansował do amatorskich rezerw tego klubu i zadebiutował 12 marca 2004 w zremisowanym 0:0 meczu z rezerwami Schalke 04 Gelsenkirchen. W kolejnym sezonie został już włączony do kadry pierwszego zespołu Werderu. Grywał co prawda nadal w rezerwach (22 mecze, 5 goli), ale zdołał zadebiutować w Bundeslidze (18 września 2004 w wygranym 3:0 meczu z Hannoverem, w 84. minucie zmienił Ivana Klasnicia). Natomiast w swoim drugim występie w ekstraklasie, 12 lutego 2005 przeciwko Borussii Mönchengladbach zdobył swojego pierwszego gola w 1. lidze stając się tym samym najmłodszym w historii strzelcem gola dla Werderu w Bundeslidze (liczył sobie wówczas 18 lat i 161 dni). Łącznie wystąpił w 10 meczach i zdobył 1 gola (1 raz zagrał także w Lidze Mistrzów, w meczu z Olympique Lyon), a z Werderem zajął 3. pozycję w lidze.
W sezonie 2005/2006 Hunt wystąpił tylko w 7 ligowych meczach i doznał kontuzji kolana, którą po kilku miesiącach rozpoznano jako zapalenie kaletki maziowej (łac. bursitis). W sezonie 2005/2006 wywalczył z Werderem wicemistrzostwo kraju, a latem Puchar Ligi Niemieckiej. W sezonie 2006/2007 kontuzji doznał dotychczas podstawowy gracz Werderu, Klasnić i Hunt wskoczył do pierwszego składu. W rundzie jesiennej zdobył 5 goli w lidze, a wiosną uzyskał hat-tricka w meczu z VfL Bochum (3:0). Wystąpił także w 5 grupowych meczach Ligi Mistrzów. W 2008 roku wywalczył wicemistrzostwo Niemiec. W 2009 roku awansował z Werderem do finału Ligi Europy oraz zdobył Puchar Niemiec.
| Sezon   | Klub                  | Kraj   | Rozgrywki    | Mecze | Bramki |
| ------- | --------------------- | ------ | ------------ | ----- | ------ |
| 2003/04 | Werder Brema amatorzy | Niemcy | Regionalliga | 7     | 2      |
| 2004/05 | Werder Brema          | Niemcy | Bundesliga   | 10    | 1      |
| 2004/05 | Werder Brema amatorzy | Niemcy | Regionalliga | 22    | 5      |
| 2005/06 | Werder Brema          | Niemcy | Bundesliga   | 7     | 0      |
| 2005/06 | Werder Brema amatorzy | Niemcy | Regionalliga | 6     | 1      |
| 2006/07 | Werder Brema          | Niemcy | Bundesliga   | 28    | 9      |
| 2006/07 | Werder Brema amatorzy | Niemcy | Regionalliga | 2     | 0      |
| 2007/08 | Werder Brema          | Niemcy | Bundesliga   | 14    | 1      |
| 2008/09 | Werder Brema          | Niemcy | Bundesliga   | 18    | 2      |
| 2009/10 | Werder Brema          | Niemcy | Bundesliga   | 32    | 9      |
| 2010/11 | Werder Brema          | Niemcy | Bundesliga   | 29    | 3      |
| 2011/12 | Werder Brema          | Niemcy | Bundesliga   | 18    | 3      |
| 2012/13 | Werder Brema          | Niemcy | Bundesliga   | 28    | 11     |
| 2013/14 | Werder Brema          | Niemcy | Bundesliga   | 31    | 7      |
| 2014/15 | VfL Wolfsburg         | Niemcy | Bundesliga   | 15    | 2      |
| 2015/16 | VfL Wolfsburg         | Niemcy | Bundesliga   | 2     | 0      |
| 2015/16 | Hamburger SV          | Niemcy | Bundesliga   | 21    | 1      |
| 2016/17 | Hamburger SV          | Niemcy | Bundesliga   | 22    | 4      |
| 2017/18 | Hamburger SV          | Niemcy | Bundesliga   | 13    | 1      |

(aktualne na dzień 16 grudnia 2017)

## Kariera reprezentacyjna
Hunt jest synem Niemca, a jego matka jest Angielką, jednak Aaron od razu zadeklarował chęć gry dla Niemiec. W latach 2005–2008 był młodzieżowym reprezentantem Niemiec U-21. Rozegrał w niej 13 meczów i strzelił 3 gole. Wcześniej występował w reprezentacji w innych kategoriach wiekowych: U-16 (5 meczów, 1 gol) i U-17 (10 meczów, 6 goli). 18 listopada 2009 zadebiutował w dorosłej reprezentacji w zremisowanym 2:2 towarzyskim meczu z Wybrzeżem Kości Słoniowej.

## Sukcesy

### Klubowe
Werder Brema
- Finalista Pucharu UEFA (1x): 2008/2009
- Puchar Niemiec (1x): 2008/2009
- Finalista Pucharu Niemiec (1x): 2009/2010
- Puchar Ligi Niemieckiej (1x): 2006